# Saison 2013 de l'équipe cycliste Cannondale
La saison 2013 de l'équipe cycliste Cannondale est la neuvième de cette équipe.

## Préparation de la saison 2013

### Sponsors et financement de l'équipe
Jusqu'en 2012, l'équipe Liquigas est la propriété de Liquigas Sport, et a pour principal sponsor l'entreprise Liquigas Italy. Durant l'année 2012, la société néerlandaise SHV Holdings, propriétaire de Liquigas, annonce son intention de mettre fin à son engagement dans le cyclisme en fin d'année. Paolo Zani, ancien président de Liquigas crée alors la société Brixia Sport, qui rachète Liquigas Sport. Zani détient 60 % des parts de Brixia Sport. Les 40 % restants sont la propriété de Cannondale. En 2013, Cannondale devient le principal sponsor de l'équipe et lui donne son nom. Bien que cette entreprise ait son siège dans le Connecticut et soit la propriété de la société canadienne Dorel,,, l'équipe reste enregistrée auprès de l'UCI comme équipe italienne.

### Arrivées et départs
L'effectif de Cannondale enregistre huit départs et huit arrivées entre les saisons 2012 et 2013. Le principal départ est celui de Vincenzo Nibali, leader de l'équipe depuis plusieurs années et vainqueur avec elle du Tour d'Espagne 2010. Il rejoint Astana et emmène avec lui Valerio Agnoli et Alessandro Vanotti. Dominik Nerz et Daniel Oss sont recrutés par BMC Racing, Eros Capecchi et Sylwester Szmyd par Movistar, et Timothy Duggan par Saxo-Tinkoff.
Cinq des huit coureurs quittant l'équipe sont Italiens. Le recrutement est en revanche plus international,, les huit coureurs engagés étant de huit nationalités différentes : le Canadien Guillaume Boivin et le Danois Brian Vandborg, issus de l'équipe SpiderTech-C10, l'Italien Alessandro De Marchi, recruté chez Androni Giocattoli-Venezuela, l'Argentin Lucas Sebastián Haedo (Saxo Bank-Tinkoff Bank), l'Allemand Michel Koch (LKT Brandenburg), l'Autrichien Matthias Krizek (Marchiol-Emisfero-Site), le Japonais Nariyuki Masuda (Utsunomiya Blitzen) et l'Australien Cameron Wurf (Champion System). Brian Vandborg et Cameron Wurf font leur retour au sein de cette équipe. Le premier en a été membre en 2009 et 2010 ; le deuxième en 2011, avant d'en être évincé à la suite d'un problème de communication entre son agent et la direction de l'équipe.
| Arrivées              | Équipe 2012                  |
| --------------------- | ---------------------------- |
| Guillaume Boivin      | SpiderTech-C10               |
| Alessandro De Marchi  | Androni Giocattoli-Venezuela |
| Lucas Sebastián Haedo | Saxo Bank-Tinkoff Bank       |
| Michel Koch           | LKT Brandenburg              |
| Matthias Krizek       | Marchiol-Emisfero-Site       |
| Nariyuki Masuda       | Utsunomiya Blitzen           |
| Brian Vandborg        | SpiderTech-C10               |
| Cameron Wurf          | Champion System              |

| Départs            | Équipe 2013  |
| ------------------ | ------------ |
| Valerio Agnoli     | Astana       |
| Eros Capecchi      | Movistar     |
| Timothy Duggan     | Saxo-Tinkoff |
| Dominik Nerz       | BMC Racing   |
| Vincenzo Nibali    | Astana       |
| Daniel Oss         | BMC Racing   |
| Sylwester Szmyd    | Movistar     |
| Alessandro Vanotti | Astana       |

## Coureurs et encadrement technique

### Effectif
| Cycliste              | Date de naissance | Nationalité | Équipe 2012                  |
| --------------------- | ----------------- | ----------- | ---------------------------- |
| Stefano Agostini      | 3 janvier 1989    | Italie      | Liquigas-Cannondale          |
| Ivan Basso            | 26 novembre 1977  | Italie      | Liquigas-Cannondale          |
| Maciej Bodnar         | 7 mars 1985       | Pologne     | Liquigas-Cannondale          |
| Guillaume Boivin      | 25 mai 1989       | Canada      | SpiderTech-C10               |
| Federico Canuti       | 30 août 1985      | Italie      | Liquigas-Cannondale          |
| Damiano Caruso        | 12 octobre 1987   | Italie      | Liquigas-Cannondale          |
| Mauro Da Dalto        | 8 avril 1981      | Italie      | Liquigas-Cannondale          |
| Tiziano Dall'Antonia  | 26 juillet 1983   | Italie      | Liquigas-Cannondale          |
| Alessandro De Marchi  | 19 mai 1986       | Italie      | Androni Giocattoli-Venezuela |
| Lucas Sebastián Haedo | 18 avril 1983     | Argentine   | Saxo Bank-Tinkoff Bank       |
| Ted King              | 31 janvier 1983   | États-Unis  | Liquigas-Cannondale          |
| Michel Koch           | 15 octobre 1991   | Allemagne   | LKT Brandenburg              |
| Kristjan Koren        | 25 novembre 1986  | Slovénie    | Liquigas-Cannondale          |
| Matthias Krizek       | 29 août 1988      | Autriche    | Marchiol-Emisfero-Site       |
| Paolo Longo Borghini  | 10 décembre 1980  | Italie      | Liquigas-Cannondale          |
| Alan Marangoni        | 16 juillet 1984   | Italie      | Liquigas-Cannondale          |
| Nariyuki Masuda       | 23 octobre 1983   | Japon       | Utsunomiya Blitzen           |
| Moreno Moser          | 25 décembre 1990  | Italie      | Liquigas-Cannondale          |
| Maciej Paterski       | 12 septembre 1986 | Pologne     | Liquigas-Cannondale          |
| Daniele Ratto         | 5 octobre 1989    | Italie      | Liquigas-Cannondale          |
| Fabio Sabatini        | 18 février 1985   | Italie      | Liquigas-Cannondale          |
| Juraj Sagan           | 23 décembre 1988  | Slovaquie   | Liquigas-Cannondale          |
| Peter Sagan           | 26 janvier 1990   | Slovaquie   | Liquigas-Cannondale          |
| Cristiano Salerno     | 18 février 1985   | Italie      | Liquigas-Cannondale          |
| Cayetano Sarmiento    | 28 mars 1987      | Colombie    | Liquigas-Cannondale          |
| Brian Vandborg        | 4 décembre 1981   | Danemark    | SpiderTech-C10               |
| Elia Viviani          | 7 février 1989    | Italie      | Liquigas-Cannondale          |
| Cameron Wurf          | 3 août 1983       | Australie   | Champion System              |
| Stagiaire             | Date de naissance | Nationalité | Équipe 2013                  |
| Nicolò Martinello     | 1er novembre 1989 | Italie      | Union Raiffeisen Rad Tirol   |
| Davide Villella       | 27 juin 1991      | Italie      | Colpack                      |

### Encadrement

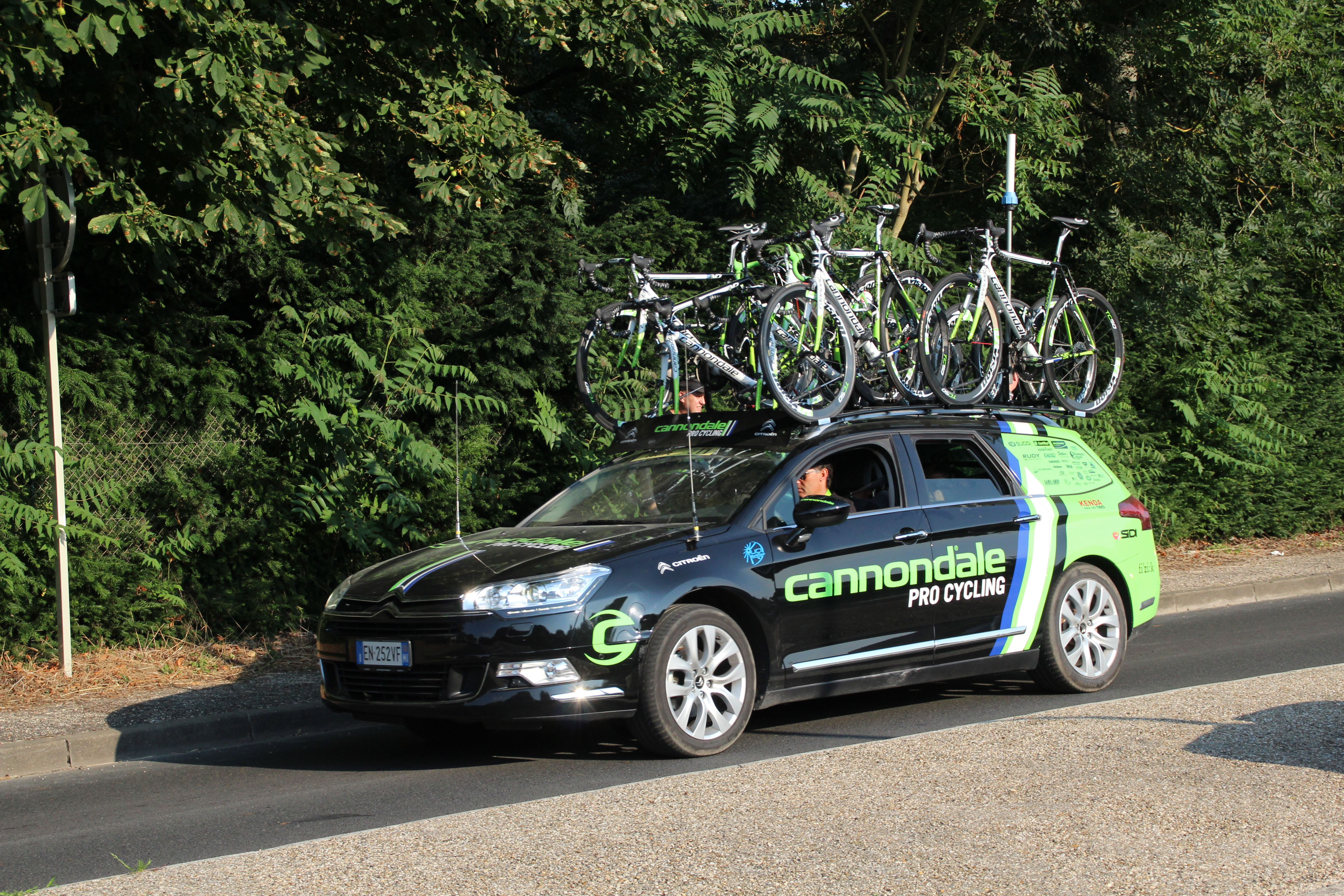
Voiture de l'équipe, conduite par Stefano Zanatta, lors du Tour de France 2013

Roberto Amadio est manager de l'équipe depuis sa création en 2005. Coureur professionnel de 1986 à 1989, il dirige des équipes cyclistes depuis 1992 : Jolly Componibili (1992-1994), Aki (1995-1997), Vini Caldirola (1998-1999), Liquigas-Pata (2000-2001), Cage Maglierie-Olmo (2002) et Vini Caldirola (2004). Il est, avec Jonathan Vaughters, l'un des deux représentants des équipes au Conseil du cyclisme professionnel de l'Union cycliste internationale.
En 2013, les directeurs sportifs de l'équipe Cannondale sont Stefano Zanatta, Dario Mariuzzo, Mario Scirea, Alberto Volpi, Paolo Slongo et Biagio Conte. Les trois premiers sont présents dans l'encadrement depuis 2005. Paolo Slongo est arrivé en 2008, Alberto Volpi et Biagio Conte en 2010.

## Bilan de la saison

### Victoires
| Date       | Course                                                 | Pays        | Classe | Vainqueur            |
| ---------- | ------------------------------------------------------ | ----------- | ------ | -------------------- |
| 12/02/2013 | 2e étape du Tour d'Oman                                | Oman        | 2.HC   | Peter Sagan          |
| 13/02/2013 | 3e étape du Tour d'Oman                                | Oman        | 2.HC   | Peter Sagan          |
| 28/02/2013 | Grand Prix de la ville de Camaiore                     | Italie      | 1.1    | Peter Sagan          |
| 02/03/2013 | Strade Bianche                                         | Italie      | 1.1    | Moreno Moser         |
| 08/03/2013 | 3e étape de Tirreno-Adriatico                          | Italie      | WT     | Peter Sagan          |
| 11/03/2013 | 6e étape de Tirreno-Adriatico                          | Italie      | WT     | Peter Sagan          |
| 24/03/2013 | 5e étape de la Semaine internationale Coppi et Bartali | Italie      | 2.1    | Damiano Caruso       |
| 24/03/2013 | Gand-Wevelgem                                          | Belgique    | WT     | Peter Sagan          |
| 26/03/2013 | 1re étape des Trois Jours de La Panne                  | Belgique    | 2.HC   | Peter Sagan          |
| 10/04/2013 | Flèche brabançonne                                     | Belgique    | 1.HC   | Peter Sagan          |
| 14/05/2013 | 3e étape du Tour de Californie                         | États-Unis  | 2.HC   | Peter Sagan          |
| 19/05/2013 | 8e étape du Tour de Californie                         | États-Unis  | 2.HC   | Peter Sagan          |
| 03/06/2013 | 2e étape du Critérium du Dauphiné                      | France      | WT     | Elia Viviani         |
| 09/06/2013 | 8e étape du Critérium du Dauphiné                      | France      | WT     | Alessandro De Marchi |
| 10/06/2013 | 3e étape du Tour de Suisse                             | Suisse      | WT     | Peter Sagan          |
| 15/06/2013 | 8e étape du Tour de Suisse                             | Suisse      | WT     | Peter Sagan          |
| 20/06/2013 | Championnat de Pologne du contre-la-montre             | Pologne     | CN     | Maciej Bodnar        |
| 20/06/2013 | Championnat du Danemark du contre-la-montre            | Danemark    | CN     | Brian Vandborg       |
| 23/06/2013 | Championnat de Slovaquie sur route                     | Slovaquie   | CN     | Peter Sagan          |
| 05/07/2013 | 7e étape du Tour de France                             | France      | WT     | Peter Sagan          |
| 03/08/2013 | 2e étape du Tour of Elk Grove                          | États-Unis  | 2.1    | Elia Viviani         |
| 04/08/2013 | 3e étape du Tour of Elk Grove                          | États-Unis  | 2.1    | Elia Viviani         |
| 04/08/2013 | Classement général du Tour of Elk Grove                | États-Unis  | 2.1    | Elia Viviani         |
| 19/08/2013 | 1re étape du Tour du Colorado                          | États-Unis  | 2.HC   | Peter Sagan          |
| 21/08/2013 | 3e étape du Tour du Colorado                           | États-Unis  | 2.HC   | Peter Sagan          |
| 23/08/2013 | Dutch Food Valley Classic                              | Pays-Bas    | 1.1    | Elia Viviani         |
| 24/08/2013 | 6e étape du Tour du Colorado                           | États-Unis  | 2.HC   | Peter Sagan          |
| 25/08/2013 | 7e étape du Tour du Colorado                           | États-Unis  | 2.HC   | Peter Sagan          |
| 03/09/2013 | Prologue du Tour d'Alberta                             | Canada      | 2.1    | Peter Sagan          |
| 04/09/2013 | 1re étape du Tour d'Alberta                            | Canada      | 2.1    | Peter Sagan          |
| 07/09/2013 | 14e étape du Tour d'Espagne                            | Espagne     | WT     | Daniele Ratto        |
| 08/09/2013 | 5e étape du Tour d'Alberta                             | Canada      | 2.1    | Peter Sagan          |
| 15/09/2013 | 1re étape du Tour de Grande-Bretagne                   | Royaume-Uni | 2.1    | Elia Viviani         |
| 15/09/2013 | Grand Prix cycliste de Montréal                        | Canada      | WT     | Peter Sagan          |

### Résultats sur les courses majeures
Les tableaux suivants représentent les résultats de l'équipe dans les principales courses du calendrier international (les cinq classiques majeures et les trois grands tours). Pour chaque épreuve est indiqué le meilleur coureur de l'équipe, son classement ainsi que les accessits glanés par Cannondale sur les courses de trois semaines.

#### Classiques
| Classique            | Milan-San Remo   | Tour des Flandres | Paris-Roubaix        | Liège-Bastogne-Liège       | Tour de Lombardie |
| -------------------- | ---------------- | ----------------- | -------------------- | -------------------------- | ----------------- |
| Coureur (classement) | Peter Sagan (2e) | Peter Sagan (2e)  | Fabio Sabatini (32e) | Alessandro De Marchi (25e) | Ivan Basso (11e)  |

#### Grands tours
| Grand tour           | Tour d'Italie        | Tour de France                                            | Tour d'Espagne                     |
| -------------------- | -------------------- | --------------------------------------------------------- | ---------------------------------- |
| Coureur (classement) | Damiano Caruso (19e) | Alessandro De Marchi (71e)                                | Maciej Paterski (54e)              |
| Accessits            | Prix du Fair-Play    | 1 victoire d'étape et classement par points (Peter Sagan) | 1 victoire d'étape (Daniele Ratto) |

### Classement UCI
L'équipe Cannondale termine à la neuvième place du World Tour avec 750 points. Ce total est obtenu par l'addition des 100 points amenés par la 7e place du championnat du monde du contre-la-montre par équipes et des points des cinq meilleurs coureurs de l'équipe au classement individuel que sont Peter Sagan, 4e avec 491 points, Elia Viviani, 64e avec 80 points, Ivan Basso, 99e avec 34 points, Daniele Ratto, 109e avec 25 points, et Moreno Moser, 120e avec 20 points,.
| Rang | Coureur              | Points |
| ---- | -------------------- | ------ |
| 4    | Peter Sagan          | 491    |
| 64   | Elia Viviani         | 80     |
| 99   | Ivan Basso           | 34     |
| 109  | Daniele Ratto        | 25     |
| 120  | Moreno Moser         | 20     |
| 154  | Damiano Caruso       | 9      |
| 163  | Alessandro De Marchi | 6      |
| 192  | Maciej Paterski      | 2      |